# Остаться в живых (фильм, 2006, Норвегия)
«Остаться в живых», встречается также название «Холодная добыча» (норв. Fritt Vilt) — норвежский слэшер 2006 года режиссёра Роара Утхауга. Премьера в Норвегии состоялась 13 октября 2006 года. Фильм получил положительные отзывы и был признан одним из лучших современных фильмов-ужасов Норвегии.
Слоган — «Они не знали, что этот спуск станет последним…».

## Сюжет
Пятеро друзей (Эрик, Янике, Микал, Ингунн и Мортен) решают отдохнуть и едут в Ютунхеймен покататься на сноубордах. Во время катания Мортен ломает ногу. Друзья хотят вызвать помощь по сотовому телефону, но связи нет, и тогда они решают спускаться с гор самостоятельно. При спуске они замечают какое-то здание в горах. Решив, что там можно будет вызвать помощь, они направляются туда. Здание оказывается заброшенным отелем, где также нет связи. Компания решает переночевать в этом отеле. С помощью суперклея они склеивают края раны Мортена, после чего Эрик, Микал и Ингунн решают осмотреть отель. Им удаётся найти генератор и включить свет. Зайдя в одну из комнат, Ингунн и Микал обнаруживают, что в ней беспорядок и разбито окно. Но больше всего Ингунн пугает, что в комнате следы крови. Потом все собираются в гостиной, где Янике находит гостевую книгу и обнаруживает, что последняя запись («Мы надеемся, что Вы найдете Вашего сына») была сделана в 1975 году. Также она находит старую фотографию, на которой запечатлена семья.
В это время за ними наблюдает с гор какой-то человек, но они об этом ничего не знают. Этому человеку не нравится, что на его территорию вступили без приглашения.

## В ролях
- Ингрид Бульсё Бердал — Янике
- Рольф Кристиан Ларсен[англ.] — Мортен
- Томас Альф Ларсен — Эрик
- Эндре Мартин Мидтстиген[нем.] — Микал
- Виктория Винге[англ.] — Ингунн
- Руне Мельбю[нем.] — человек с гор (убийца)
- Эрик Шеггедаль — мальчик
- Тони Лунде — мать
- Халлвард Холмен[норв.] — отец

## Съёмки
Съёмки проходили с 17 января по 4 марта 2006 года. Фильм снимался на вершине горы Ютунхеймен. Вертолётам приходилось поднимать 20 тонн оборудования на вершину горы, где температура была минус 25 градусов по Цельсию.

## Сиквелы
В 2008 году режиссёром Матсом Штенбергом было снято продолжение «Остаться в живых 2: Воскрешение», а в 2010 году режиссёр Миккель Бренне Сандемус снял ещё один сиквел — «Остаться в живых 3».